# Rankineov stupanj
Rankineova ljestvica je termodinamički (apsolutna) temperaturna ljestvica nazvana po škotskom inženjeru i fizičaru Williamu Johnu Macquornu Rankineu, koji ju je predložio 1859. godine.
Simbol za Rankineov stupanj je °R (ili Ra ako je potrebno kako bi se razlikovao od Rømerove i Réaumurove). Nula na Rankineovoj ljestvici je, kao i na Kelvinovoj ljestvici, je apsolutna nula, a Rankineov stupanj je jednak Fahrenheitovom stupnju. Temperatura od −459.67 °F je jednaka 0 °R. Veza između Fahrenheitove i Rankinevoe ljestvice je:
[R] = [° F] + 459,67
Nekoliko inženjerskih polja u SAD-u mjeri termodinamička temperatura koristeći Rankineovu ljestvicu. Međutim, danas se u znanstvenom svijetu, pa i u SAD-u ipak najviše koristi kelvin. Američki National Institute of Standards and Technology ne preporuča korištenje Rankineovog stupnja u NIST publikacijama.